# Romaillet
Un romaillet ou rombaillet est un terme de marine désignant une planche ou une petite portion de bordage chevillée sur les membres pour remplacer une partie de coque abimée,, ou toute autre pièce de bois.
Le terme désigne aussi : 
- une grosse épite servant à boucher un trou[1], un défaut ou un nœud dans une pièce de bois[2].
- par analogie désigne dans le langage familier une pièce de tissu cousu pour réparer un vêtement[2].